# Хвалько, Евгений Михайлович
Евгений Михайлович Хвалько (род. 7 марта 1975, Краснотурьинск, Свердловская область) — российский и белорусский игрок в хоккей с мячом, полузащитник, тренер, мастер спорта России международного класса (2001).

## Карьера

### Клубная
Заниматься хоккеем с мячом начал в 1985 году в Краснотурьинске со своим младшим братом Кириллом в хоккейной школе БАЗа. Первый тренер — В. В. Чернышёв.
В сезоне 1992/93 дебютировал за краснотурьинский «Маяк» в высшей лиге чемпионата России.
Большую часть сезона 1993/94 провёл в команде «Шахтёр» (Карпинск), принимающей участие в первенстве России среди команд первой лиги.
В следующем сезоне вновь был в составе «Маяка».
С 1995 по 1999 год был игроком команды СКА (Екатеринбург).
В сезоне 1999/2000 играл в составе иркутской «Сибсканы».
С 2000 по 2003 год выступает за красноярский «Енисей», побеждая в чемпионате России сезона 2000/01 и Кубке европейских чемпионов (2001).
С 2003 по 2006 год был игроком архангельского «Водника», в составе которого дважды побеждает в чемпионате России (2004, 2005), Кубке европейских чемпионов (2003, 2004) и Кубке мира (2003, 2004), в сезоне 2004/05 во всех клубных турнирах сезона.
С 2006 по 2009 год в составе красногорского «Зоркого», с которым дважды становится вице-чемпионом страны (2007, 2008).
В 2009 году переходит в московское «Динамо». Выступая за команду три сезона, дважды побеждает в чемпионате России (2010, 2012) и Кубке России (2011, весна и осень), в 2009 году в Кубке европейских чемпионов.
В сезоне 2012/13 вновь в составе «Енисея», в котором завершил игровую карьеру на клубном уровне из-за травмы.
В чемпионатах России провёл 525 игр, забил 172 мяча и сделал 169 результативных передач («Маяк» — 27, 2; СКА (Екатеринбург) — 110, 57; «Сибскана» — 26, 6, 4; «Енисей» — 96, 5, 43; «Водник» — 79, 42, 50; «Зоркий» — 85, 32, 33; «Динамо» (Москва) — 102, 28, 39).
В розыгрышах Кубка России провёл 163 игры, забил 49 мячей и сделал 82 результативные передачи.

### Сборная России
В 2005 году привлекался в сборную России для участия в первом розыгрыше Суперкубка Европы, прошедшем в Лаппенранте (Финляндия).

### Сборная Белоруссии
В сборной Белоруссии с 2003 по 2014 год (с перерывами), в составе команды принял участие в шести чемпионатах мира (25 игр, 37 мячей).

### Тренерская деятельность
В сезоне 2014/15 был старшим тренером молодёжной сборной России.
С 2014 по 2018 год в тренерском штабе «Енисея» в должности старшего тренера команды.
В сезоне 2019/20 стал тренером второй команды «Енисея», принимающей участие в первенстве России среди команд Высшей лиги.
В 2020 году назначен главным тренером «Байкал-Энергии», в декабре 2021 года руководством клуба переведён на должность старшего тренера команды, исполняя свои обязанности до конца сезона.
В ноябре 2022 года назначен главным тренером второй команды кемеровского «Кузбасса», принимающей участие в первенстве России среди команд Высшей лиги.

## Достижения
«Маяк»
 Чемпион России среди юниоров: 1994
СКА (Екатеринбург)
 Чемпион России по мини-хоккею: 1996 

 Бронзовый призёр чемпионата России по мини-хоккею: 1995 

 Чемпион России среди юниоров: 1993
«Енисей»
 Чемпион России: 2000/01 

 Серебряный призёр чемпионата России: 2002/03 

 Бронзовый призёр чемпионата России: 2012/13 

 Бронзовый призёр Кубка России: 2001 

 Обладатель Кубка европейских чемпионов: 2001 

 Финалист Кубка мира (2): 2000, 2012
«Водник»
 Чемпион России (2): 2003/04, 2004/05 

 Обладатель Кубка России: 2005 (весна) 

 Обладатель Кубка европейских чемпионов (2): 2003, 2004 

 Финалист Кубка европейских чемпионов: 2005 

 Обладатель Кубка мира (2): 2003, 2004 

 Обладатель Кубка чемпионов Эдсбюна: 2004
«Зоркий»
 Серебряный призёр чемпионата России (2): 2006/07, 2007/08 

 Финалист Кубка России (2): 2006, 2007

 Финалист Кубка мира: 2006

 Финалист Кубка чемпионов Эдсбюна (2): 2006, 2007
«Динамо» (Москва)
 Чемпион России (2): 2009/10, 2011/12 

 Серебряный призёр чемпионата России: 2010/11 

 Обладатель Кубка России (2): 2011 (весна), 2011 (осень) 

 Бронзовый призёр Кубка России: 2009 

 Обладатель Кубка европейских чемпионов: 2009 

 Финалист Кубка чемпионов Эдсбюна: 2010
Личные
- Лучший бомбардир Кубка европейских чемпионов: 2005 (5 мячей)[33]

## Статистика выступлений

### Клубная
В чемпионатах России
| Сезон     | Клуб                     | И   | М   | П   | О   | Ш     |
| --------- | ------------------------ | --- | --- | --- | --- | ----- |
| 1992/1993 | Маяк (Краснотурьинск)    | 6   | 0   |     | 0   | 10    |
| 1993/1994 | Маяк (Краснотурьинск)    | 1   | 0   |     | 0   | 0     |
| 1994/1995 | Маяк (Краснотурьинск)    | 20  | 2   |     | 2   | 5     |
| 1995/1996 | СКА-Зенит (Екатеринбург) | 26  | 16  |     | 16  | 0     |
| 1996/1997 | СКА-Зенит (Екатеринбург) | 28  | 13  |     | 13  | 40    |
| 1997/1998 | СКА-Зенит (Екатеринбург) | 28  | 15  |     | 15  | 55    |
| 1998/1999 | СМК/СКА (Екатеринбург)   | 28  | 13  |     | 13  | 30    |
| 1999/2000 | Сибскана (Иркутск)       | 26  | 6   | 4   | 10  | 50    |
| 2000/2001 | Енисей (Красноярск)      | 25  | 1   | 0   | 1   | 0     |
| 2001/2002 | Енисей (Красноярск)      | 27  | 3   | 5   | 8   | 15    |
| 2002/2003 | Енисей (Красноярск)      | 28  | 0   | 30  | 30  | 40    |
| 2003/2004 | Водник (Архангельск)     | 26  | 14  | 9   | 23  | 55    |
| 2004/2005 | Водник (Архангельск)     | 25  | 10  | 7   | 17  | 0     |
| 2005/2006 | Водник (Архангельск)     | 28  | 18  | 34  | 52  | 65    |
| 2006/2007 | Зоркий (Красногорск)     | 32  | 11  | 23  | 34  | 65    |
| 2007/2008 | Зоркий (Красногорск)     | 29  | 15  | 4   | 19  | 40    |
| 2008/2009 | Зоркий (Красногорск)     | 24  | 6   | 6   | 12  | 50    |
| 2009/2010 | Динамо (Москва)          | 38  | 5   | 10  | 15  | 40    |
| 2010/2011 | Динамо (Москва)          | 33  | 12  | 22  | 34  | 60    |
| 2011/2012 | Динамо (Москва)          | 31  | 11  | 7   | 18  | 70    |
| 2012/2013 | Енисей (Красноярск)      | 16  | 1   | 8   | 9   | 70    |
| Всего     | 21 чемпионат             | 525 | 172 | 169 | 341 | 760+К |

Примечание: Статистика голевых передач ведется с сезона 1999/2000.
В чемпионатах России забивал мячи в ворота 28 команд
```
 1.Локомотив О.        = 17 мячей 15.Строитель С.      =  6
 2-4.Саяны             = 11       16.Динамо М          =  5
 2-4.Енисей            = 11       17-19.Североникель   =  4
 2-4.Старт             = 11       17-19.Мурман         =  4
 5.Сибсельмаш          = 10       17-19.Водник         =  4
 6-9.Юность О.         =  9       20-21.Зоркий         =  3
 6-9.Динамо-Казань     =  9       20-21.СКА-Забайкалец =  3
 6-9.Уральский трубник =  9       22-25.Маяк           =  2
 6-9.Родина            =  9       22-25.Заря Н.        =  2
10.Шахтёр Л-К          =  8       22-25.Север          =  2
11-14.Кузбасс          =  7       22-25.Лесохимик      =  2
11-14.Волга            =  7       26-28.Агрохим        =  1
11-14.СКА-Нефтяник     =  7       26-28.СКА-Свердловск =  1
11-14.Байкал-Энергия   =  7       26-28.БСК            =  1
```

В чемпионатах России количество мячей в играх
по 1 мячу забивал в 97 играх

по 2 мяча забивал в 24 играх

по 3 мяча забивал в 5 играх

по 4 мяча забивал в 3 играх

Свои 172 мяча забросил в 129 играх, в 396 играх мячей не забивал.

## Личная жизнь
- Брат четырехкратного чемпиона мира по хоккею с мячом Кирилла Хвалько (род. 1976).
- Отец чемпиона России по хоккею с мячом среди юниоров Евгения Хвалько (2006—2023)[34], скончавшегося от осложнений, вызванных клещевым энцефалитом[35].

### Комментарии
1. ↑  Количество игр и голов за клуб(ы) в высшем дивизионе чемпионатов России
2. ↑  Результативные передачи